# 熱っぽいの!
『メディカル・ホームコメディ 熱っぽいの!』（メディカルホームコメディー ねつっぽいの）は、1988年4月14日から7月7日まで、フジテレビ系列で毎週木曜 20:00 - 20:54に放送されたテレビドラマ（全11回+番外編）である。主演は南野陽子。

## 概要
神戸の大病院の一人娘が家出をして単身上京。見習い看護婦として、家族で病院を営む兄弟や、医療スタッフたちと繰り広げる様々な出来事や恋愛模様を描くホームコメディドラマ。企画は亀山千広。制作は共同テレビジョン。当時人気絶頂のアイドルだった南野陽子と、歌手として上昇機運にあった工藤静香との共演が話題となった。

## キャスト
南条 円（なんじょう まどか、20）：南野陽子
主人公。南条病院の一人娘で、親のすすめる縁談を嫌って家出。花岡院長を頼って上京し、身分を偽って見習い看護婦（現・看護師）として花岡病院に住込みで勤務するうちに、気が弱くも優しい健に恋愛感情を抱いていく。
花岡 康（はなおか やすし、28）：村上弘明
花岡家の次男で、花岡病院の外科医。東大医学部卒。頭脳明晰で腕の良い医者でありプライドが高く、円と衝突することもしばしば。後に彼女に惹かれ告白するも振られる。兄の健とは一体どちらが次期院長の座を手にするか争っており、自身はとても気が強くて腕の良い医者であるため次期院長としてふさわしいと父から認められている（兄の健は花岡家の長男であるため次期院長の座を狙っているが、健は自身と違ってとても気が弱くてあまり腕の良い医者ではないため父から一人前の医者だと認められていない）。
花岡 優（はなおか まさる、23）：中村繁之
花岡家の三男。医大生ではあるが遊び人で、円に関心がある。大酒飲みである長兄の健とは違って酒には非常に弱く、酒を少し飲んだだけで昏睡するほどである。
森 雪子（もり ゆきこ）：工藤静香
見習い看護婦。東北で生まれ育ったため東北弁で話す。夜間の看護学校に通っている。花岡家の離れに円と共に居住。優に憧れている。
花岡 健（はなおか たけし、30）：田代まさし
花岡家の長男で、内科・小児科医。子供に人気があって優しいが、とても気が弱い。佐山とは幼馴染みで親友。医師でありながら大の酒好きであり、毎晩よく佐山と居酒屋へ行って酒を飲んでいる（しかし演じた田代まさし氏は実際には酒が全く飲めず、そのため普段酒は一切飲まない）。花岡家の長男であるため次期院長の座を狙っているが、あまり腕の良い医者ではないため父からは一人前の医者だと認められていない（弟の康は自身と違ってとても気が強くて腕の良い医者であるため次期院長としてふさわしいと父から認められており、そのため康とは一体どちらが次期院長の座を手にするか争っている）。円のことが好きで彼女の気持ちもわかっているが、中々それを言い出せずにいる。
佐山 忠治（さやま ちゅうじ）：所ジョージ
弁当屋「佐山キッチン」店主。花岡病院に弁当の配達を行っている。健とは幼なじみで親友。第1話にて花岡病院に弁当配達で訪れた際に突然盲腸で倒れ、康による緊急手術を受ける（過去に何度も盲腸になっており、その際には薬で散らしていたが、今回は手術が必要だと判断され即手術を受けることとなった）。大の酒好きであり、毎晩よく健と居酒屋へ行って酒を飲んでいる。
石毛 英子：山瀬まみ
看護婦。外科外来担当。物語の中盤、佐山と怪しい関係になる。
中畑 君子：松居直美
看護婦。内科外来担当。石毛と仲が良い。
広岡 理子（ひろおか さとこ）：高橋ひとみ
主任看護婦。外科外来担当。康に好意を寄せている。
長島 千枝：村上里佳子
主任看護婦。内科外来担当。
花岡 良子（はなおか りょうこ、16）：相川恵里
花岡家の長女。高校生。母が死去して以降、花岡家の家事一切を引き受けている。
川上 冴子：梶芽衣子
婦長。長年ずっと花岡病院に勤務するベテラン看護婦。看護婦という仕事に誇りを持っており、相手が見習い看護婦であっても妥協を一切許さない厳しい性格。
南条（なんじょう）：加藤武
円の父。神戸にある「南条病院」の院長。秀朗の医大時代の先輩。秀朗を立派な医師として信頼している。
花岡 秀朗（はなおか ひでお）：二谷英明
花岡病院の開業医であり院長で、健と、康、優、良子の父。南条の医大時代の後輩。妻は若い時に病死した。若手時代は大病院に勤務していたが、その後退職して花岡病院を開業し、長年ずっと経営してきた。南条からも信頼されるぐらい経験が豊富で真面目な医師だが、時にダジャレを言い出す一面もある。将来は長男の健かあるいは次男の康のどちらに花岡病院を継がせようか迷っている（長男の健は気が弱くてあまり腕の良い医者ではないため彼を一人前の医者だと認めておらず、次男の康はとても気が強くて腕の良い医者であるため彼を一人前の医者だと認めており、将来はそんな康に病院を継がせようかと考えている）。

### ゲスト
- 辰巳琢郎（第3話）
- 野川由美子（円の母親役：第1話、2話、9話）
- 原ひさ子（第3話、8話）
- 桑野信義（第8話）
- 八名信夫（第7話）
- ベンガル（第7話）
- 山田辰夫（第7話）
- 蓮舫（第1話）

## サブタイトル
| 各話   | 放送日        | サブタイトル     | 脚本         | 演出       |
| ------ | ------------- | ---------------- | ------------ | ---------- |
| 第1話  | 1988年4月14日 | 看護婦さんが通る | 大久保昌一良 | 若松節朗   |
| 第2話  | 1988年4月21日 | 赤ちゃんを助けて | 大久保昌一良 | 若松節朗   |
| 第3話  | 1988年4月28日 | 二人のヒ・ミ・ツ | 土屋斗紀雄   | 若松節朗   |
| 第4話  | 1988年5月5日  | 私を探さないで!  | 大久保昌一良 | 小野原和宏 |
| 第5話  | 1988年5月19日 | 負けたらアカン!! | 土屋斗紀雄   | 小野原和宏 |
| 第6話  | 1988年6月2日  | 白衣は脱がない!! | 土屋斗紀雄   | 服部嘉和   |
| 第7話  | 1988年6月9日  | キミが好きだ!!   | 土屋斗紀雄   | 若松節朗   |
| 第8話  | 1988年6月16日 | 恋に走れ!!三兄弟 | 大久保昌一良 | 小野原和宏 |
| 第9話  | 1988年6月23日 | はじめての失恋!! | 大久保昌一良 | 服部嘉和   |
| 第10話 | 1988年6月30日 | 男は大ウソつき!! | 土屋斗紀雄   | 小野原和宏 |
| 第11話 | 1988年7月7日  | がんばれ恋人たち | 大久保昌一良 | 若松節朗   |

## スタッフ
- 脚本：大久保昌一良、土屋斗紀雄
- 音楽：高島明彦
- TD：菅原一夫
- 撮影：木村祐一郎
- 映像：深澤武、下山一仁
- 照明：石井美宏
- 音声：国澤藤一
- VTR：飯塚守、小田桐稔人
- 編集：榊林昭彦
- 音響効果：塚田益章
- 美術：志村文男
- デザイン：荒川淳彦
- 美術進行：保戸田功
- 装置：平川泰光
- 装飾：柴田大雅
- 持道具：紀克之
- 衣裳：渋沢茂
- メイク：落合朋子、竹間美幸
- スタイリスト：金丸照美
- プロデューサー補：河野圭太
- 演出補：川上一夫
- 制作進行：田中康司
- 記録：寺田まり、胎中三智子
- 広報：石田卓子
- 企画：前田和也、亀山千広
- プロデューサー：高橋萬彦
- 演出：若松節朗、小野原和宏、服部嘉和
- 技術協力：バスク
- スタジオ：渋谷ビデオスタジオ
- 企画協力：エス・ワンカンパニー
- 制作：フジテレビ、共同テレビ

## 主題歌・挿入歌
- 主題歌：Wink「Sugar Baby Love」

作詞・作曲：Wayne Bickerton、Tony Waddington、日本語詞：Joe Lemon(森雪之丞)、編曲：鷺巣詩郎
- 挿入歌：Wink「風の前奏曲」

作詞: Joe Lemon、作曲: 見岳章、編曲: 鷺巣詩郎

## 備考
- 劇中の舞台となった花岡病院の外観には世田谷区にある成城木下病院が使用された。
- 病院内のシーンは渋谷ビデオスタジオ内に設置されたオリジナルセットで撮影が行われた。
- 第3話のエンディングから、出演者やスタッフロールと共にNGシーンが付されている。
- 河原のシーンは狛江市猪方4丁目の多摩川の土手で撮影された。「禁漁区」の看板は現在（2019年）でも設置されている。

## 映像ソフト化・再放送
- 2019年5月にCS・ホームドラマチャンネルにて特別企画の一環として再放送された。
- 2025年現在、本作の映像ソフト化は行われていない。